# St. Anna (Essen-Altendorf)

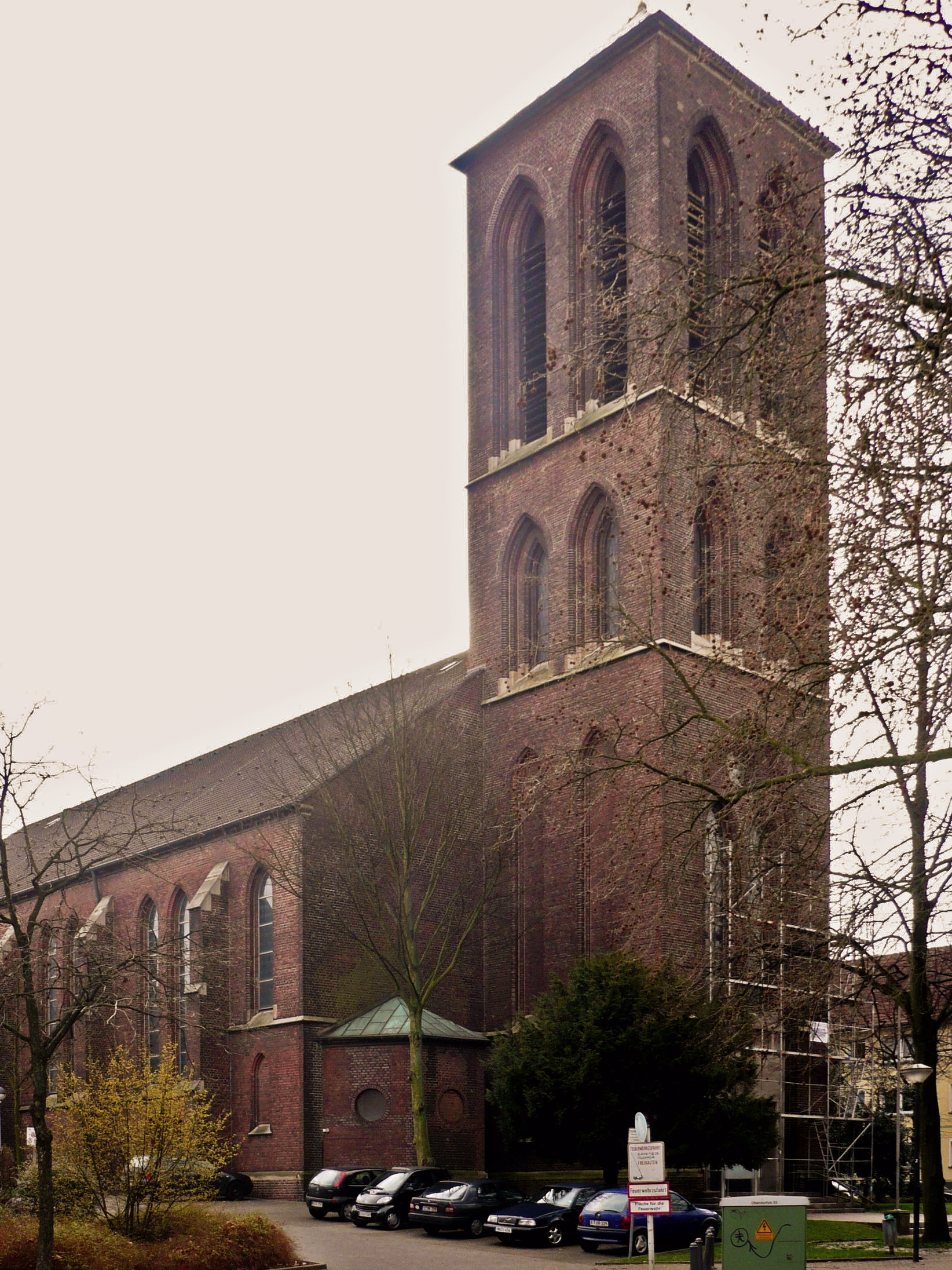
St. Anna, Essen-Altendorf

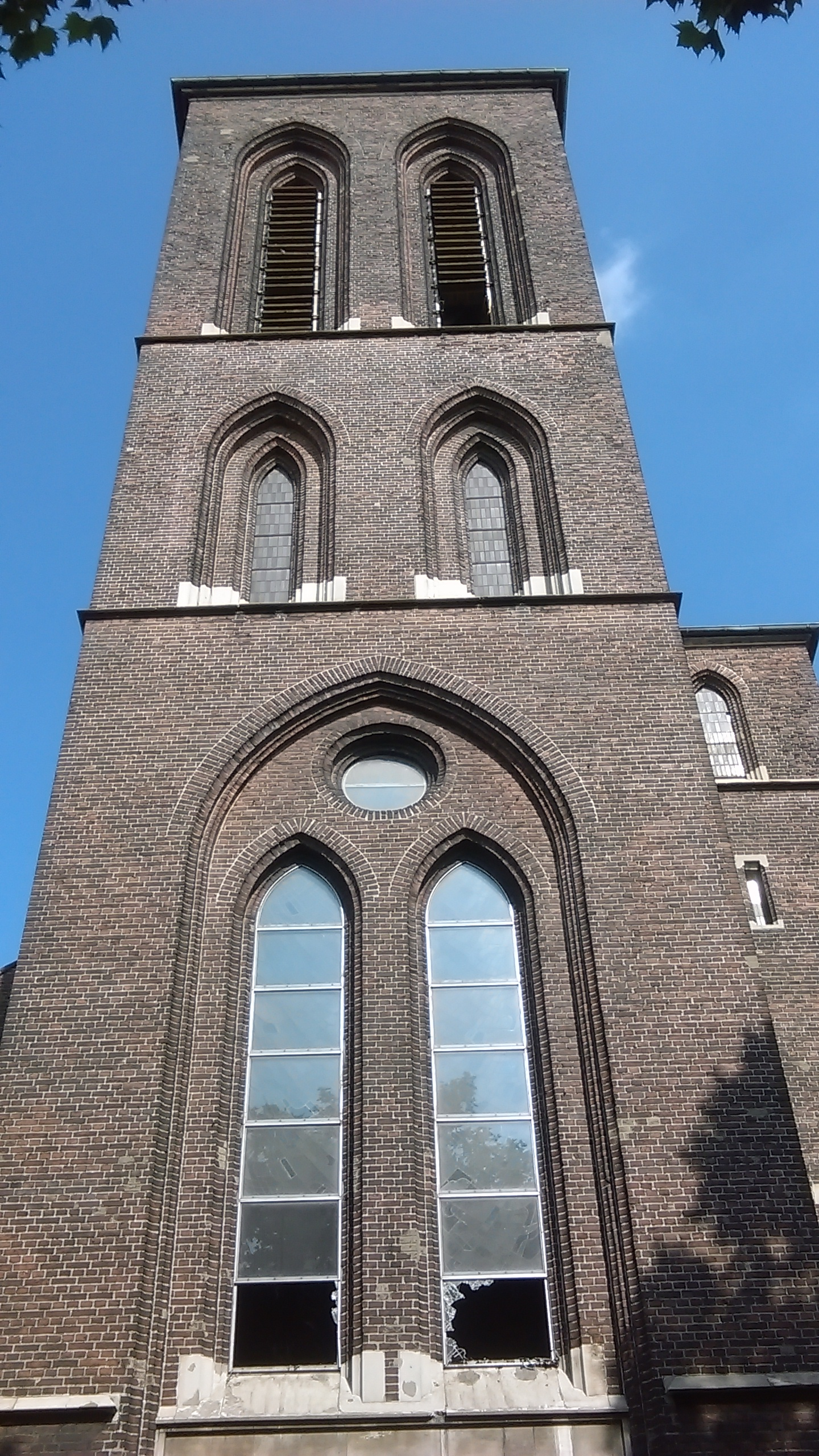
Turm vor dem Abriss

Die Kirche St. Anna war ein römisch-katholisches Kirchengebäude im Essener Stadtteil Altendorf. Sie wurde 1907 erbaut, 2008 außer Dienst gestellt und 2015 profaniert und niedergelegt.

## Geschichte
Die 1907 in neugotischem Stil errichtete Kirche wurde nach Zerstörung im Zweiten Weltkrieg durch den Architekten Engelbert Köjer 1953 wiederaufgebaut.
Zur Ausstattung gehörten in Blei gefasste Antik- und Opalglasfenster der lokalen Künstler Wilhelm de Graeff (1959) und Franz Pauli (1969). In den 1990er Jahren wurde eine hölzerne Decke eingezogen.
Die St.-Anna-Kirche war zuletzt Filialkirche der Gemeinde St. Mariä Himmelfahrt. Im April 2008 wurde sie im Zuge der Neugründung der Pfarrei St. Antonius als „weitere Kirche“ außer Dienst gestellt. Bemühungen über eine Nachfolgenutzung scheiterten, woraufhin das Gebäude im Sommer 2015 profaniert und trotz seines guten Zustands niedergelegt wurde.
Das Grundstück der einstigen Kirche dient heute als Parkplatz des angrenzenden Alten- und Pflegeheims St. Anna. Erinnerungsstücke aus der Kirche wurden in die Kirche St. Maria Himmelfahrt überführt.

## Glocken

### Erstes Geläut
1907 waren fünf Glocken durch die Glockengießerei Otto für die St.-Anna-Kirche gegossen worden. Sie trafen am 6. August 1907 am Essener Hauptbahnhof ein und wurden tags drauf in einem feierlichen Zug zur Kirche überführt. Am 11. August 1907 wurden sie durch den Generalvikar Kreuzwald geweiht. Alle Glocken gingen durch Kriegseinwirkung verloren. Sie erzeugten die Schlagtöne h′, cis′, dis′, e′ und gis′ bei einem jeweiligen Gewicht von 3300, 2300, 1650, 1350 und 95 Kilogramm.
Die 2300 Kilogramm schwere Glocke trug die Inschrift: Mich und meine Schwestern hat der hochwürdigste Herr Karl Kreutzwald, Doktor beider Rechte, apostolischer Protonator, Generalvikar, Kanonikus der Cölner Kirche, geweiht 1907. Maria, ohne Makel empfangen, Gott geweiht, sei gegrüßt.
Die 1650 Kilogramm schwere Glocke trug die Inschrift: Papst: Pius X., Erzbischof von Cöln: Antonius Kardinal Fischer, Pfarrer der Mutterkirche: Joseph Euskirchen. Allerseeligster Joseph, Beschützer Jesu, deines Sohnes, erhöre die Bitten des stehenden Volkes.

### Nachkriegs-Geläut
1956 goss die Glocken- und Kunstgießerei Petit & Gebr. Edelbrock drei neue Bronzeglocken für die wiederaufgebaute Kirche:
- Die große, 700 Kilogramm schwere Glocke mit dem Namen Anna hat einen Durchmesser von 1,06 Metern und erzeugt den Schlagton fis.
Sie trägt die Inschrift: + HEILIGE MUTTER ANNA, PATRONIN UNSERER GEMEINDE BITTE FÜR UNS. 1 9 5 6.
- Die mittlere, 380 Kilogramm schwere Glocke mit dem Namen Kosmas und Damian hat einen Durchmesser von 0,87 Metern und erzeugt den Schlagton a' .
Sie trägt die Inschrift: + HL. KOSMAS UND DAMIAN, SCHUTZPATRONE, SCHÜTZT UNSERE STADT. 1 9 5 6.
- Die kleine Glocke mit dem Namen Schutzengel wiegt 270 Kilogramm bei einem Durchmesser von 0,78 Metern und erzeugt der Schlagton h' .
Sie trägt die Inschrift: + HEILIGE SCHUTZENGEL,  LASSET UNS EUCH ANBEFOHLEN SEIN. 1 9 5 6.

Die zwei großen Glocken wurden am 19. Mai 2015 durch die Glocken- und Kunstgießerei Petit & Gebr. Edelbrock ins Westfälischem Glockenmuseum Gescher gebracht und werden dort auf Dauer ausgestellt. Die kleine Glocke mit dem Namen Schutzengel bleibt im Garten des St.-Anna-Pflegeheims.